# Virginia Valli
Virginia Valli (ur. 10 czerwca 1898 w Chicago, zm. 24 września 1968 w Palm Springs) – amerykańska aktorka filmowa.

## Życiorys
Urodziła się w Chicago, jako Virginia McSweeney. Swą karierę aktorską rozpoczynała w Milwaukee. Od 1917 r. współpracowała także z  wytwórnią filmową Essanay Studios w rodzinnym Chicago. W 1921 r. poślubiła George'a Lamsona, z którym rozwiodła się 5 lat później. W 1931 r. ponownie wyszła za mąż, tym razem za aktora Charlesa Farrella. Ten związek przetrwał aż do jej śmierci w 1968 r.

## Wybrana filmografia
Filmy pełnometrażowe z udziałem Virginii Valli:
- 1916: The Strange Case of Mary Page jako ona sama
- 1917

Satan's Private Door jako June Rose
Skinner's Dress Suit
Filling His Own Shoes jako Roxana
The Golden Idiot jako Faith Fanshawe
The Fibbers jako Barbara Cort
- 1918

Uneasy Money jako Elizabeth Nutcombe
Ruggles of Red Gap jako wdowa Judson
- 1919

Czarny krąg jako Lucy Baird
His Father's Wife jako Sally Tyler
- 1920

The Very Idea jako Edith Goodhue
The Dead Line jako Julia Weston
The Midnight Bride jako Helen Dorr (łowca fortun)
The Common Sin
The Plunger jako Alice Houghton
- 1921

Podróż do raju jako Nora O'Brien
The Silver Lining jako Evelyn Schofield
Sentimental Tommy jako Lady Alice Pippinworth
Love's Penalty jako żona Stevena Saundersa
The Man Who jako Mary Turner
The Devil Within jako Laura
The Idle Rich jako Mattie Walling
- 1922

The Right That Failed jako Constance Talbot
Tracked to Earth jako Anna Jones
His Back Against the Wall jako Mary Welling
The Black Bag jako Dorothy Calender
The Storm jako Manette Fachard
The Village Blacksmith jako Alice Hammond
- 1923: Szok jako Gertrude Hadley
- 1924

W życiu każdej kobiety jako Sara Langford
A Lady of Quality jako Clorinda Wildairs
Wild Oranges jako Millie Stope
The Confidence Man jako Margaret Leland
Ekspresem wśród grzmotów jako Sally Taylor
K - The Unknown jako Sidney Page (pielęgniarka)
- 1925

The Price of Pleasure jako Linnie Randall
Up the Ladder jako Jane Cornwall
Siege jako Frederika
The Lady Who Lied jako Fay Kennion
The Man Who Found Himself jako Nora Brooks
Ogród rozkoszy jako Patsy Brand
- 1926

Watch Your Wife jako Claudia Langham
The Family Upstairs jako Louise Heller
Flames jako Anne Travers
- 1927

East Side, West Side jako Becka Lipvitch
Stage Madness jako madame Lamphier
Marriage jako Marjorie Pope
Evening Clothes jako Germaine
Paid to Love jako Gaby
Judgment of the Hills jako Margaret Dix
Ladies Must Dress jako Eve
- 1928

The Escape jako May Joyce
The Street of Illusion jako Sylvia Thurston
- 1929

Behind Closed Doors jako Nina Laska
The Isle of Lost Ships jako Dorothy Whitlock/p. Renwick
Mister Antonio jako June Ramsey
The Lost Zeppelin jako Miriam Hall
- 1930: Guilty? jako Carolyn
- 1931: Nocne życie w Reno jako June Wyatt

## Wyróżnienia
Posiada swoją gwiazdę na Hollywoodzkiej Alei Gwiazd.